# Alex Valencia
Alex Marcel Lund Valencia (født 22. september 1979) er en norsk tidligere fodbolspiller. Han spillede gennem karrieren blandt andet for Fredrikstad FK, Brann, IK Start, AGF og Odd Grenland.
Han slog for alvor igennem for Brann i 2001. Han blev samme sommer den første bergenser siden Per-Ove Ludvigsen i 1990, som spillede for det norske landshold. Sæsonen efter var han mere variabel i Brann-trøjen og måtte starte enkelte kampe på bænken.
Etter at Mons Ivar Mjelde blev Brann-træner i 2003, fik Valencia stadig mindre tillid og det meste af forårssæsonen spillede han stort set på Branns reservehold. Derfor valgte han at gå til Start før 2004-sæsonen, som da spillede i 1. division, hvortil han blev solgt for 250.000,- NKR. Valencia led i dele af sæsonen med skader, men bidrog alligevel til at Start rykkede op.
I Starts sølvsæson i 2005 var Valencia's spil på højrekanten, og hans dødbolde en af de vigtigste årsager til klubbens succes. Han blev blandt andet kåret til årets spiller i eliteserien af VG. Han blev også udtaget til landsholdet igen. Han har (pr. januar 2006) spillet 5 A-landskampe for Norge. Han har i tillæg spillet otte kampe for det norske landshold i futsal.
Valencia er født i Bergen. Hans mor er fra Colombia.